# Steve Harper
Stephen Alan "Steve" Harper (Easington, 1975. március 14.-) angol labdarúgókapus, a Hull City AFC játékosa.

## Pályafutása

### A kezdetek
Gyermekkorát a Durham megyei Easingtonban töltötte, és az East Durham College sporttagozatos diákja volt. Már gyermekkorában Newcastle-drukker volt, azonban kedvenc játékosa, a szintén kapus Bruce Grobbelaar a Liverpoolban szerepelt. Középiskolája az Easington Comprehensive School volt, egyetemre a John Moores Universitybe járt.
Első profi klubja a helyi Seaham volt, innen vette meg 1993-ban a Newcastle egy jelképes összegért.

### Newcastle United FC
A Newcastle-nél először Pavel Srníček, majd Shaka Hislop, végül Shay Given cseréjeként számítottak rá. Pályafutása elején több csapatnál is szerepelt kölcsönben, például a Bradford vagy a Hartlepool. Az első csapatban 1999-ben mutatkozhatott be.
Az 1998-99-es szezonban többször közel állt ahhoz, hogy kiszorítsa Givent a kezdőcsapatból, Ruud Gullit edzősége idején ő játszott gyakrabban, például az 1999-es kupadöntőn, amelyet a Newcastle végül 2–0-ra elvesztett a Manchester United ellen. A következő idény előtt Gullit lemondott, ezzel Given lett ismét az első számú kapus.
Legközelebb a 2002-03-as idényben játszott többször, ezek közül legemlékezetesebb produkcióját a Juventus ellen nyújtotta, amikor meg tudta őrizni kapuját a góltól, és a „szarkáknak” sikerült legyőznie az aktuális olasz bajnokot. Ekkor egyébként a kevés játéklehetőség miatt átadólistára tetette magát, és közel állt ahhoz, hogy a West Bromwich játékosa legyen. Ezen kívül hírbe hozták a Celtickel, a Watforddal, a Rangersszel és a Liverpoollal is.
2006-ban ismét a szokásosnál gyakrabban játszott, ezzel az volt az akkori menedzser Glenn Roeder célja, hogy maradásra bírja Harpert. Ez végül sikerült is, ugyanis Harper 2009-ig meghosszabbította szerződését. A 2006-07-es szezon elején ismét kapott lehetőséget Given sérülése miatt. Bár tizenöt hónap után az első bajnokiján, a Liverpool ellen rögtön egy potyagólt kapott Xabi Alonsótól 65 méterről, Harper a többi összecsapáson rendkívül jó teljesítményt nyújtott. Kapott gól nélküli mérkőzést játszott például a Chelsea ellen, erre rajta kívül ebben az idényben csak ketten voltak képesek.
Érdekesség, hogy egy Celtic elleni barátságos mérkőzésen 2007 nyarán csatárként szerepelt. A 2007-08-as idényt ismét kezdőként kezdhette meg, azonban miután Given felépült, ismét ő kapta vissza a kezdőcsapatbeli posztot. Később Given ismét megsérült, így Harper további mérkőzéseken szerepelhetett. Ekkor felmerült, hogy a Liverpool szerződtetné őt Pepe Reina cseréjének, azonban a menedzser Kevin Keegan kijelentette, hogy szeretné megtartani Harpert.
2009 nyarán ismét szerződést hosszabbított, ezúttal 2012-ig. Miután Given a Manchester Cityhez igazolt, Harper 33 évesen végre megkapta a lehetőséget, hogy tartósan is ő legyen az első számú kapus a Newcastle-nél. A másodosztályban eltöltött idényben több klubrekordot megdöntött, huszonegy alkalommal maradt érintetlen a kapuja, ezen kívül harminchét mérkőzésen mindössze harmincöt gólt kapott, ezzel átlagban meccsenként egynél kevesebbszer találtak be a Newcastle hálójába.
2010 szeptemberében, egy Everton elleni bajnokin megsérült egy Jermaine Beckford ellen vívott párharc során, három hónapra harcképtelenné téve magát. Decemberben térhetett vissza, ám első három mérkőzésén még csak a kispadon ült Tim Krul mögött.
2011. október 24-én egy hónapra kölcsönbe került a másodosztályú Brightonhoz, ahol első mérkőzésére már aznap sor került a West Ham ellen.
2013. május 19-én, a szezon utolsó fordulójában az Arsenal ellen játszotta le pályafutása utolsó mérkőzését, hazai pályán. Mivel mezszáma a 37-es volt, a szurkolók a mérkőzés 37. percében felállva tapsoltak az ekkor csapatkapitányi karszalagot viselő Harper tiszteletére.

## Statisztika
| Teljesítmény klubjában  | Teljesítmény klubjában           | Teljesítmény klubjában | Bajnokság | Bajnokság | Kupa    | Kupa    | Ligakupa   | Ligakupa   | Nemzetközi | Nemzetközi | Összesen | Összesen |
| Szezon                  | Klub                             | Bajnokság              | Mérk.     | Gól       | Mérk.   | Gól     | Mérk.      | Gól        | Mérk.      | Gól        | Mérk.    | Gól      |
| Anglia                  | Anglia                           | Anglia                 | Bajnokság | Bajnokság | FA-kupa | FA-kupa | League Cup | League Cup | Európa     | Európa     | Összesen | Összesen |
| ----------------------- | -------------------------------- | ---------------------- | --------- | --------- | ------- | ------- | ---------- | ---------- | ---------- | ---------- | -------- | -------- |
| 1993–94                 | Newcastle United                 | Premier League         | 0         | 0         | 0       | 0       | 0          | 0          | -          | -          | 0        | 0        |
| 1994–95                 | Newcastle United                 | Premier League         | 0         | 0         | 0       | 0       | 0          | 0          | 0          | 0          | 0        | 0        |
| 1995–96                 | Newcastle United                 | Premier League         | 0         | 0         | 0       | 0       | 0          | 0          | 0          | 0          | 0        | 0        |
| Bradford City (kölcsön) | Division Two                     | 1                      | 0         | 0         | 0       | 0       | 0          | -          | -          | 1          | 0        |          |
| 1996–97                 | Newcastle United                 | Premier League         | 0         | 0         | 0       | 0       | 0          | 0          | 0          | 0          | 0        | 0        |
| 1996–97                 | Gateshead (kölcsön)              | Football Conference    | 12        | 0         | 0       | 0       | -          | -          | -          | -          | 12       | 0        |
| 1996–97                 | Stockport County (kölcsön)       | Division Two           | 0         | 0         | 0       | 0       | 0          | 0          | -          | -          | 0        | 0        |
| 1997–98                 | Newcastle United                 | Premier League         | 0         | 0         | 0       | 0       | 0          | 0          | 0          | 0          | 0        | 0        |
| 1997–98                 | Hartlepool United (kölcsön)      | Division Three         | 15        | 0         | 0       | 0       | 0          | 0          | -          | -          | 15       | 0        |
| 1997–98                 | Huddersfield Town (kölcsön)      | Division One           | 24        | 0         | 2       | 0       | 0          | 0          | -          | -          | 26       | 0        |
| 1998–99                 | Newcastle United                 | Premier League         | 8         | 0         | 2       | 0       | 0          | 0          | 0          | 0          | 10       | 0        |
| 1999–2000               | Newcastle United                 | Premier League         | 18        | 0         | 4       | 0       | 1          | 0          | 6          | 0          | 29       | 0        |
| 2000–01                 | Newcastle United                 | Premier League         | 5         | 0         | 2       | 0       | 3          | 0          | -          | -          | 10       | 0        |
| 2001–02                 | Newcastle United                 | Premier League         | 0         | 0         | 0       | 0       | 3          | 0          | -          | -          | 3        | 0        |
| 2002–03                 | Newcastle United                 | Premier League         | 0         | 0         | 0       | 0       | 1          | 0          | 2          | 0          | 3        | 0        |
| 2003–04                 | Newcastle United                 | Premier League         | 0         | 0         | 0       | 0       | 1          | 0          | 1          | 0          | 2        | 0        |
| 2004–05                 | Newcastle United                 | Premier League         | 2         | 0         | 2       | 0       | 1          | 0          | 3          | 0          | 8        | 0        |
| 2005–06                 | Newcastle United                 | Premier League         | 0         | 0         | 0       | 0       | 0          | 0          | 1          | 0          | 1        | 0        |
| 2006–07                 | Newcastle United                 | Premier League         | 18        | 0         | 0       | 0       | 2          | 0          | 5          | 0          | 25       | 0        |
| 2007–08                 | Newcastle United                 | Premier League         | 21        | 0         | 0       | 0       | 0          | 0          | -          | -          | 21       | 0        |
| 2008–09                 | Newcastle United                 | Premier League         | 16        | 0         | 0       | 0       | 0          | 0          | -          | -          | 16       | 0        |
| 2009–10                 | Newcastle United                 | Championship           | 45        | 0         | 0       | 0       | 0          | 0          | -          | -          | 45       | 0        |
| 2010–11                 | Newcastle United                 | Premier League         | 18        | 0         | 0       | 0       | 0          | 0          | -          | -          | 18       | 0        |
| 2011–12                 | Newcastle United                 | Premier League         | 0         | 0         | 0       | 0       | 0          | 0          | -          | -          | 0        | 0        |
| 2011–12                 | Brighton & Hove Albion (kölcsön) | Championship           | 5         | 0         | 0       | 0       | 0          | 0          | -          | -          | 5        | 0        |
| Newcastle Összesen      | Newcastle Összesen               | Newcastle Összesen     | 151       | 0         | 10      | 0       | 12         | 0          | 18         | 0          | 191      | 0        |
| Total                   | Total                            | Total                  | 208       | 0         | 12      | 0       | 12         | 0          | 18         | 0          | 250      | 0        |

## Sikerek
- FA-kupa-döntős: 1998-99
- Championship-győztes: 2009-10
- Trofeo Teresa Herrera-győztes: 2010

## Élete a labdarúgáson kívül
Harper FA-licences játékvezető, a kevés profi labdarúgó egyike, aki ezt elmondhatja magáról. Szabadidejében szívesen olvas, illetve golfozik korábbi csapattársával és jó barátjával, Alan Shearerrel.
Van egy társadalomtudományi diplomája, amelyet a Milton Keynes-i Open Universityn szerzett.